# Du och jag mot världen
Du och jag mot världen – singiel Fredrika Kempe i Sanny Nielsen, wydany w 2005. Utwór napisali: Kempe, Bobby Ljunggren, Henrik Wikström i Fredrik Kempe. Za produkcję zaś odpowiadał Henrik Wikström.
Nagranie znalazło się na 20. miejscu na liście sześćdziesięciu najlepiej sprzedających się singli w Szwecji i zajęło ósme miejsce w finale programu Melodifestivalen 2005.

## Lista utworów
- Digital download[5]

1. „Du och jag mot världen” – 3:03

- CD single[1]

1. „Du och jag mot världen” (Original Version) – 3:00
2. „Du och jag mot världen” (Karaoke Version) – 3:00

## Notowania

### Pozycja na liście sprzedaży
| Kraj    | Notowanie (2005)  | Najwyższa pozycja |
| ------- | ----------------- | ----------------- |
| Szwecja | Sverigetopplistan | 20                |